# Tsunami Sea
Tsunami Sea es el segundo álbum de estudio de la banda canadiense de heavy metal Spiritbox. Fue lanzado el 7 de marzo de 2025 a través de Pale Chord y Rise Records. Después de lanzar dos EPs en 2022 y 2023, es el álbum de larga duración que sigue al exitoso Eternal Blue (2021).

## Antecedentes
Después de que los problemas de producción relacionados con la pandemia de COVID-19 retrasaran su lanzamiento durante 17 meses, el primer álbum de la banda, Eternal Blue, se lanzó en septiembre de 2021 con un éxito abrumador. La pandemia también interrumpió el ciclo de promoción del álbum; cada una de las dos primeras giras que la banda había intentado terminaron cancelándose, la última de las cuales casi los hizo colapsar por dificultades financieras. Gracias a los obsequios de otros artistas, la banda se estabilizó y pudo continuar. Las primeras presentaciones en vivo de la banda finalmente se llevaron a cabo a principios de 2022, y la gira para la promoción del álbum concluyó a mediados de 2023. Mientras tanto, la banda lanzó los dos EPs Rotoscope y The Fear of Fear a mediados de 2022 y fines de 2023, respectivamente. The Fear of Fear contenía "Jaded" y "Cellar Door", dos canciones que serían nominadas a un premio Grammy a la mejor interpretación de metal en años consecutivos.
El 14 de diciembre de 2023, LaPlante confirmó en una entrevista con Revolver que la banda planeaba crear otro álbum de larga duración en 2024. Ese mismo día, Korn anunció un concierto en Polonia en julio de 2024 en el que Spiritbox participó como invitado. Al mes siguiente, se anunció que Spiritbox acompañaría a Korn en su gira por el Reino Unido en agosto de 2024 y, unos días después, se reveló que la banda estaba en un estudio de grabación con Jordan Fish, el tecladista que recientemente había dejado Bring Me the Horizon.

## Composición
Musicalmente, Tsunami Sea ha sido descrito como un álbum de metalcore, metal alternativo, metal progresivo y djent que experimenta con spoken word, la electrónica, el drum and bass, el rock alternativo, el pop y el EDM.

## Lanzamiento y promoción
Spiritbox se embarcará en una gira europea como cabeza de cartel en febrero de 2025, haciendo cinco paradas en Alemania y una en Londres, París y Tilburg. El 6 de septiembre de 2024, la banda lanzó el sencillo "Soft Spine"; un video musical de la canción siguió el 26 de septiembre. El 18 de noviembre, la banda anunció que el título del álbum sería Tsunami Sea. Programado para ser lanzado el 7 de marzo de 2025, la banda lanzó el segundo sencillo del álbum, "Perfect Soul", junto con el anuncio.
El tercer sencillo del álbum, "No Loss, No Love", fue lanzado el 6 de febrero de 2025.
Una cuarta canción, "Crystal Roses", se lanzó brevemente el 3 de marzo de 2025. Sin embargo, según LaPlante, la banda no autorizó su lanzamiento y la canción fue eliminada poco después.

## Lista de canciones
Toda la música compuesta por Spiritbox. 
| N.º | Título                   | Duración |  |
| 1.  | «Fata Morgana»           | 4:21     |  |
| 2.  | «Black Rainbow»          | 3:24     |  |
| 3.  | «Perfect Soul»           | 3:59     |  |
| 4.  | «Keep Sweet»             | 4:03     |  |
| 5.  | «Soft Spine»             | 3:03     |  |
| 6.  | «Tsunami Sea»            | 4:16     |  |
| 7.  | «A Haven with Two Faces» | 5:31     |  |
| 8.  | «No Loss, No Love»       | 2:56     |  |
| 9.  | «Crystal Roses»          | 3:19     |  |
| 10. | «Ride the Wave»          | 4:53     |  |
| 11. | «Deep End»               | 3:47     |  |

## Posicionamiento en lista
| Lista (2025)                                 | Posición |
| -------------------------------------------- | -------- |
| Alemania (Offizielle Top 100)                | 12       |
| Australian Albums (ARIA)                     | 34       |
| Austria (Ö3 Austria)                         | 10       |
| Bélgica (Ultratop flamenca)                  | 80       |
| Bélgica (Ultratop valona)                    | 59       |
| Escocia (Scottish Albums Chart)              | 8        |
| Finlandia (Suomen Virallinen Lista)          | 39       |
| Francia (SNEP)                               | 113      |
| Japanese Download Albums (Billboard Japan)   | 75       |
| New Zealand Albums (RMNZ)                    | 36       |
| Países Bajos (Album Top 100)                 | 83       |
| Portuguese Albums (AFP)                      | 193      |
| Reino Unido (UK Albums Chart)                | 17       |
| Reino Unido (UK Independent Albums)          | 1        |
| Reino Unido (UK Rock & Metal Albums)         | 3        |
| Suiza (Schweizer Hitparade)                  | 21       |
| US Billboard 200                             | 26       |
| US Independent Albums (Billboard)            | 4        |
| US Top Rock & Alternative Albums (Billboard) | 3        |

## Personal
Spiritbox
- Courtney LaPlante - voz principal
- Josh Gilbert – coros (pistas 3, 4, 6, 7, 10, 11)
- Michael Stringer: guitarra, bajo, batería
- Zev Rosenberg – batería